# 66.ª Sessão da Assembleia Geral das Nações Unidas
A 66.ª Sessão da Assembleia Geral das Nações Unidas foi aberta às 15:00 horas de 13 de setembro de 2011, sendo presidida pelo representante permanente catari Nassir Abdulaziz Al-Nasser. A sessão foi encerrada em 18 de setembro, quando Al-Nasser simbolicamente passou o martelo ao presidente da sessão seguinte, Vuk Jeremic.

## Cronograma de abertura
O cronograma da abertura da 66.ª Sessão incluiu:
- 13 de setembro - Abertura oficial da Sessão às 15:00 horas (horário local) pelo Presidente Nassir Abdulaziz Al-Nasser.
- 14 de setembro - Reunião do Comitê Geral
- 16 de setembro - Reunião parlamentar (menção do primeiro relatório da reunião do Comitê Geral)
- 19-20 de setembro - Reunião "de alta instância" sobre prevenção e controle de doenças não transmissíveis (Resolução 65/238)
- 20 de setembro - Reunião "de alta instância" sobre "desertificação, degradação do solo e seca no contexto no desenvolvimento sustentável e erradicação da pobreza". (Resolução 65/160)
- 21-23, 26-27 de setembro - Debate geral, com discurso de abertura pelos Estados membros

### Debate geral
A maioria dos Estados-membros tiveram um representante, chefe de Estado ou de governo ou Representantes permanentes, discursando sobre assuntos relativos aos seus respectivos interesses para o ano seguinte. O debate geral é uma oportunidade aos Estados-membros de opinar sobre questões internacionais. Os discursos ocorreram de 21 a 27 de setembro no Salão da Assembleia Geral, em Nova Iorque.
O Presidente da Assembleia Geral, Al-Nasser, afirmou que iria propor como tema do debate "o papel da mediação na resolução de conflitos por meios pacíficos", visando ampliar a cooperação dos países para com as Nações Unidas. O tema do debate geral é geralmente escolhido pelo Presidente da Assembleia Geral, que propõe um tema que seja relevante a todos os participantes. 
Dilma Rousseff, Presidente do Brasil, foi o primeiro chefe de Estado a discursar, abrindo oficialmente o Debate geral da 66.ª Sessão. Neste ano, Rousseff tornou-se também a primeira mulher a abrir a Assembleia Geral das Nações Unidas.

## Agenda oficial
A agenda preliminar da Sessão foi:
- A promoção de crescimento e desenvolvimento econômico sustentáveis, com relevantes resoluções da Assembleia Geral assim como de conferências das Nações Unidas mais recentes.
- Manutenção geral da paz e segurança internacional.
- Desenvolvimento da África.
- Promoção dos direitos humanos.
- Coordenação das medidas humanitárias e assistenciais efetivas.
- Promoção geral da justiça e do direito internacional.
- Prosseguimento às iniciativas de desarmamento.
- Prosseguimento às políticas de controle de drogas, ao combate à criminalidade e à luta contra "o terrorismo internacional em todas as suas formas e manifestações."
- As demais questões organizacionais e administrativas das Nações Unidas.

Em 26 de junho de 2012, Al-Nasser presidiu um debate sobre drogas, criminalidade e desenvolvimento, incluindo a sobreposição de cada aspecto abordado.